# Зорковац
Зорковац је насељено место у саставу града Озља у Карловачкој жупанији, Хрватска. До територијалне реорганизације у Хрватској налазио се у саставу старе општине Озаљ.

## Становништво
На попису становништва 2011. године, Зорковац је имао 209 становника.

## Попис1991.
На попису становништва 1991. године, насељено место Зорковац је имало 338 становника, следећег националног састава:
| Попис 1991.‍  | Попис 1991.‍  | Попис 1991.‍ | Попис 1991.‍ | Попис 1991.‍ |
| ------------ | ------------ | ----------- | ----------- | ----------- |
|              |              |             |             |             |
| Хрвати       | Хрвати       |             | 335         | 99,11%      |
| Срби         | Срби         |             | 2           | 0,59%       |
| регион. опр. | регион. опр. |             | 1           | 0,29%       |
| укупно: 338  |              |             |             |             |